# Gouvernement Duncan III
Pour les articles homonymes, voir Gouvernement Duncan.
Première République
Duncan II Guéï
Le gouvernement Kablan Duncan III fut formé quelques heures après la démission du gouvernement précédent par le Décret no 98-PR/005 du 11 août 1998.

## Composition du gouvernement

### Premier ministre
| Image | Fonction         | Nom                  | Parti | Parti |
| ----- | ---------------- | -------------------- | ----- | ----- |
|       | Premier ministre | Daniel Kablan Duncan |       | PDCI  |

### Ministres d'État
| Image | Fonction                                                   | Nom                      | Parti | Parti |
| ----- | ---------------------------------------------------------- | ------------------------ | ----- | ----- |
|       | Ministre d'État chargé des Relations avec les institutions | Thimothée Ahoua N'Guetta |       | PDCI  |
|       | Ministre d'État chargé de la Solidarité nationale          | Laurent Dona Fologo      |       | PDCI  |
|       | Ministre d'État chargé des Affaires étrangères             | Amara Essy               |       | PDCI  |
|       | Ministre de l'Intérieur et de la décentralisation          | Émile Constant Bombet    |       | PDCI  |

### Ministres
| Image | Fonction                                                                    | Nom                      | Parti | Parti |
| ----- | --------------------------------------------------------------------------- | ------------------------ | ----- | ----- |
|       | Ministre de l'Agriculture et des ressources animales                        | Lambert Kouassi Konan    |       | PDCI  |
|       | Ministre de la Défense                                                      | Vincent N'Gatta Bandama  |       | PDCI  |
|       | Ministre de Justice, garde des Sceaux                                       | Jean Brou Kouakou        |       | PDCI  |
|       | Ministre de l'Économie, de l'Industrie et des Finances                      | Niamien N'Goran          |       | PDCI  |
|       | Ministre de la Culture                                                      | Bernard Zadi Zaourou     |       | SE    |
|       | Ministre des Affaires présidentielles, porte-parole du gouvernement         | Paul Yao Akoto           |       | PDCI  |
|       | Ministre de la Promotion du commerce extérieur                              | Guy-alain Emmanuel Gauze |       | PDCI  |
|       | Ministre de la Sécurité                                                     | Marcel Dibonan Kone      |       | PDCI  |
|       | Ministre des ressources minières et pétrolières                             | Lamine Fadika            |       | PDCI  |
|       | Ministre de la Santé publique                                               | Maurice Kakou Guikahu    |       | PDCI  |
|       | Ministre de l'Enseignement supérieur et de la recherche scientifique        | Francis Wodié            |       | PIT   |
|       | Ministre de l'Éducation nationale et de la formation de base                | Pierre Kipré             |       | SE    |
|       | Ministre de l'Enseignement technique et de la formation professionnelle     | Dossongui Koné           |       | PDCI  |
|       | Ministre de l'Emploi, de la fonction publique et de la prévoyance sociale   | Laurent Achi Atsain      |       | PDCI  |
|       | Ministre des infrastructures économiques                                    | Jean-Michel Moulod       |       | PDCI  |
|       | Ministre du Logement et de l'urbanisme                                      | Albert Kakou Tiapani     |       | PDCI  |
|       | Ministre de la Culture                                                      | Bernard Zaourou Zadi     |       |       |
|       | Ministre de l'Information                                                   | Danièle Boni-Claverie    |       | PDCI  |
|       | Ministre de la Planification et de la programmation du développement        | Tidjane Thiam            |       | PDCI  |
|       | Ministre du Développement industriel et des petites et moyennes entreprises | Théophile Ahoua N'Doli   |       | PDCI  |
|       | Ministre des Transports                                                     | Adama Coulibaly          |       |       |
|       | Ministre de la Jeunesse et des sports                                       | Siguidé Soumahoro        |       | PDCI  |
|       | Ministre de l’Énergie                                                       | Safiatou Ba-N'Daw        |       | PDCI  |
|       | Ministre du Tourisme et de l'artisanat                                      | Norbert Anet Kablan      |       | PDCI  |
|       | Ministre de la Famille et de la promotion de la femme                       | Léopoldine Tiézan Coffie |       | PDCI  |
|       | Ministre de l'Environnement et de la forêt                                  | Jean-Claude Kouassi      |       | PDCI  |
|       | Ministre de la Promotion du commerce intérieur                              | Kouadio Adou             |       | PDCI  |

### Ministres délégués
| Image | Fonction | Nom                      |  | Parti |
| ----- | --- | ------------------------ |  | ----- |
|       | Ministre délégué auprès du ministre d'État, ministre des Affaires étrangères, chargé de la coopération internationale                 | Youssoufou Bamba         |  | PDCI  |
|       | Ministre délégué auprès du ministre de l'Agriculture et des ressources animales, chargé des jeunes exploitant agricoles               | Amadou Ouattara          |  | PDCI  |
|       | Ministre délégué auprès du ministre de l'Économie et des finances, chargé du budget                                                   | Jean-Baptiste Ayayé Aman |  |       |
|       | Ministre délégué auprès du ministre d'État, ministre de l'Intérieur et de la décentralisation, chargé des collectivités territoriales | Marcel Aka Zirimba       |  | PDCI  |
|       | Ministre délégué auprès du ministre de l'Agriculture et des ressources animales, chargé de la production animale                      | Kolou Bi Youan           |  |       |

## Démission
Le gouvernement est renversé le 24 décembre 1999 par un coup d'État.